# Nokia 3660

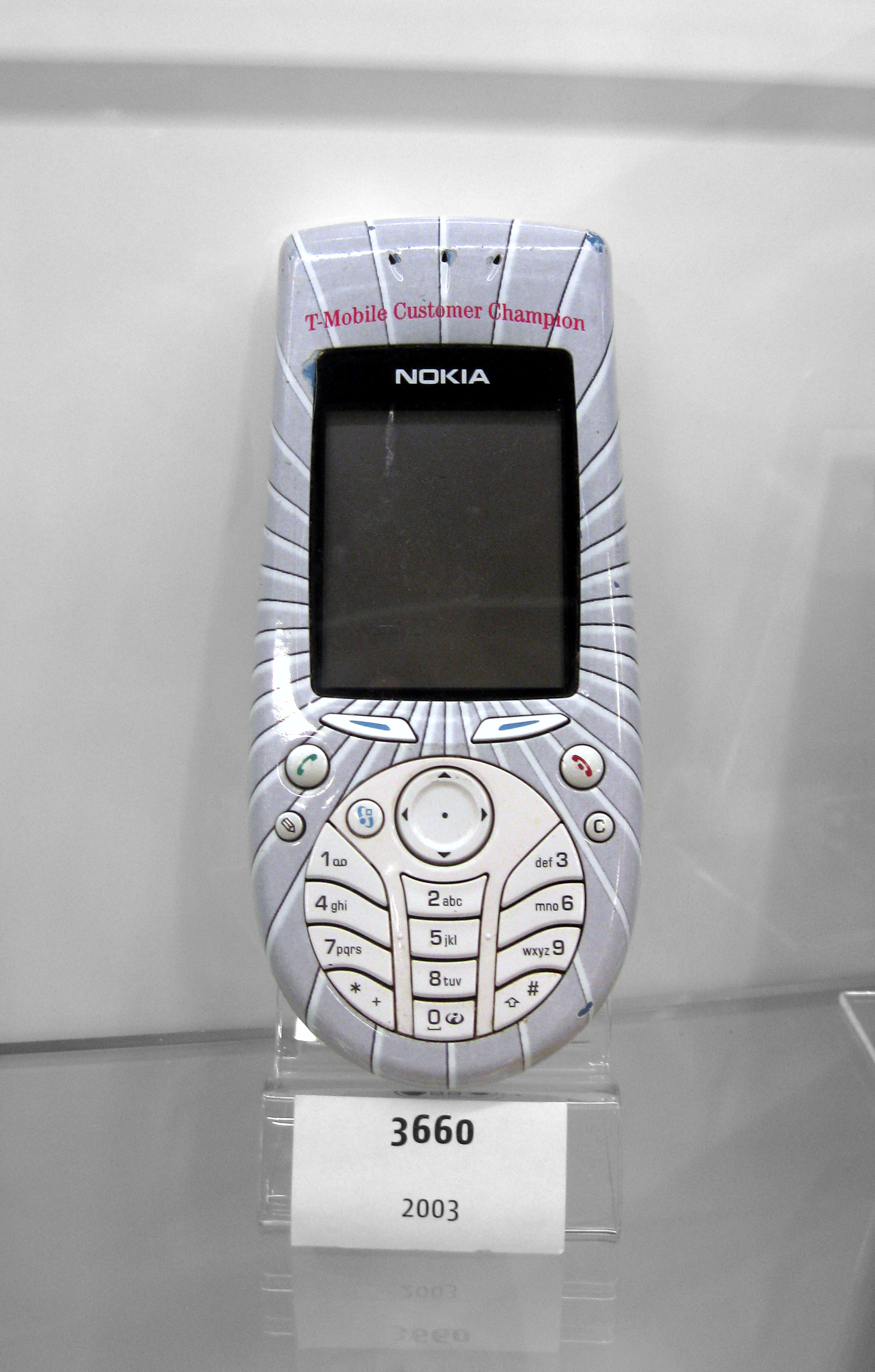
Nokia 3660.

Le Nokia 3660 est le successeur du Nokia 3650. Il possède aussi désormais un écran semblable au Nokia 6600 de 65.536 couleurs à la place de 4.096.
Après les inconvénients au niveau du clavier signalés par les utilisateurs du 3650, les ingénieurs ont découvert l'inconvénient réel du keypad et le remplacèrent par un plus ergonomique.
Le Nokia 3650 très utilisé et aimé des femmes a été remplacé par un téléphone cellulaire "classique". Mais, pour y remédier, ils mirent comme coque par défaut une de couleur rouge et une bleue pour plaire aux deux sexes.
Les spécifications techniques entre les deux modèles ne changent pas sauf pour l'écran et le clavier. Les sonneries intégrées par défaut, la mémoire interne, les jeux sont les mêmes. La version de Symbian a été mise à jour par rapport au 3650 mais n'est pas compatible avec ce deuxième. Le premier ne contient plus de bug contrairement au 3650 qui en contient toujours quelques-uns.